# 海湾阿拉伯语
海湾阿拉伯语（阿拉伯语：或 ）是一种在阿拉伯半岛东部使用的阿拉伯语口语，分布于波斯湾沿岸的科威特、巴林、卡塔尔、阿联酋和沙特阿拉伯的东部（东部省）以及伊拉克南部（巴士拉省和穆萨纳省）、伊朗南部（布什尔省和霍尔木兹甘省）和阿曼北部。 
海湾阿拉伯语可以定义为一组紧密相关且或多或少可以相互理解的变体，它们构成了一个方言连续体，任何两个变体之间的相互可理解度在很大程度上取决于它们之间的距离。与其他阿拉伯语方言类似，海湾阿拉伯与波斯灣以外的地区使用的其他阿拉伯语口语并不完全互通。它拥有特定在词汇、语法和口音。例如科威特阿拉伯语与卡塔尔和阿联酋的方言之间存在很大差异，尤其是在口音方面，而这可能会妨碍它们之间的相互理解。
与海湾方言最接近的是阿拉伯半岛的其他方言，如内志阿拉伯语和巴林阿拉伯语。沙烏地阿拉伯的3,000万人口中有大约20万的海湾阿拉伯语使用者，其中大部分位于上述东部省份。